# Novius iceryae
Novius iceryae (лат.) — вид божьих коровок из подсемейства Ortaliinae, обитающий в афротропической зоне и описанный в Южной Африке. Также встречается в Сенегале. В 1880 году он использовался для успешной борьбы с австралийскии желобчатым червецом (Icerya purchasi) в Южной Африке. Позже он был завезён в Новую Зеландию для борьбы с австралийскии желобчатым червецом. Этот и родственные виды ранее относились к роду Rodolia.

## Описание
Длина тела Novius iceryae около 3-5 мм, оно блестящее полусферической формы и опушенное на верхней стороне. У основания надкрылий имеется большое полукруглое кроваво-красное пятно, охватывающее щиток. Голова сверху не видна. Novius iceryae похож на некоторые другие виды рода Novius (например, Novius insularis, Novius occidentalis), но их можно отличить друг от друга по строению мужских гениталий.